# Weiblicher Halbakt mit Hut
Weiblicher Halbakt mit Hut ist der Titel eines expressionistischen Gemäldes aus dem Jahre 1911 von Ernst Ludwig Kirchner, das zum ersten Mal das Motiv einer halb entblößten Frau in seinem Werk zeigt. Es gehört heute zum Bestand des Kölner Museums Ludwig.

## Geschichte, Bildinhalt und Provenienz
Das Gemälde Weiblicher Halbakt mit Hut hat das Bildformat 76 × 70 cm und ist in der Maltechnik Öl auf Leinwand ausgeführt. Es trägt die Inventarnummer WRM 2752 (WRM = Wallraf-Richartz-Museum). Kirchners Signatur befindet sich oben links: E L Kirchner II.
Kirchners Halbakt-Gemälde zeigt Doris Große, genannt Dodo, mit der er von 1909 bis 1911, seinem Umzug von Dresden nach Berlin, zusammen war. Doris Große war Modistin und entwarf extravagante Damenhüte. Neben Einflüssen des französischen Fauvismus, in dem das Motiv einer schönen Frau mit Hut öfters auftrat, beispielsweise bei Alexej von Jawlensky, einer sparsamen Linienführung der Zeichnung und der zurückhaltenden Farbgebung, sind in Kirchners Bild auch Elemente seiner Beschäftigung mit außereuropäischer Kunst zu finden. Im Gegensatz zu vergleichbaren Darstellungen einer passiven Sinnlichkeit des Motivs der entblößten Frau bei Henri Matisse (Beispiel Blauer Akt (Erinnerung an Biskra)) hat bei Kirchner die Frau eine gespanntere, bewusste Körperhaltung, wie er sie aus Darstellungen indischer Wandmalereien in den Höhlen von Ajanta kannte. Auch verlässt er die bis dahin von ihm praktizierte Zweidimensionalität zugunsten einer plastischeren Bildwirkung. Auf der Rückseite der Leinwand befindet sich das unvollendete Bild Fränzi in Wiesen von 1910, das die Muse und das beliebte Modell der Brücke-Künstler Lina Franziska Fehrmann, genannt Fränzi, zeigt.
Provenienz: Ursprünglich gehörte das Bild zur Sammlung Adolphe Baseler in Paris, dann erwarb es der amerikanische Kunsthändler Sam Salz, der in jener Zeit in Paris lebte. 1924 kam der Halbakt mit Hut nach Köln in die Sammlung des Anwalts Josef Haubrich, überlebte dort die Zeit des Nationalsozialismus und gelangte 1946, wie die ganze Sammlung Haubrich, als Schenkung an das Kölner Wallraf-Richartz-Museum. Dort blieb es bis 1976. Seitdem wird es im 1976 gegründeten Museum Ludwig ausgestellt. Seit 1922 wurde der Weibliche Halbakt mit Hut als herausragendes Werk Ernst Ludwig Kirchners in zahlreichen internationalen Ausstellungen gezeigt.